# I peccatori guardano il cielo
I peccatori guardano il cielo (Crime et châtiment) è un film del 1956 diretto da Georges Lampin, tratto dal romanzo Delitto e castigo di Fëdor Dostoevskij.

## Trama
René Brunel, un povero e tormentato studente, vive di espedienti e mantiene la madre e la sorella, di cui si sente in un certo modo responsabile. Attanagliato dal continuo bisogno di denaro, uccide con una coltellata una vecchia usuraia, Madame Orvet, a cui aveva consegnato giorni prima il proprio orologio per impegnarlo. Appropriatosi di gioielli e denaro, Brunel però li nasconde e non li utilizza per ricavarne denaro, oppresso da un rimorso e da una sofferenza mentale sempre più insostenibili per l'atroce misfatto compiuto.
Il commissario Gallet lo sospetta, non avendo però alcuna prova, tanto più che il giovane André Lesur, che al momento dell'assassinio lavorava come imbianchino nello stesso stabile, viene arrestato in stato di ubriachezza e, sottoposto ad un pressante interrogatorio, confessa di essere l'autore dell'omicidio. Gallet non è però convinto della confessione estorta all'imbianchino ed incalza con insistenza Brunel, conscio del particolare stato di debolezza emotiva in cui si trova il giovane, e convinto di riuscire a farlo confessare e a non far condannare un innocente.
Nel frattempo Nicole, la giovane sorella di Brunel, vorrebbe sposare il vecchio e viscido antiquario Antoine Monestier, attratta dalle sue ricchezze e desiderosa di assicurare a se stessa e alla propria famiglia un'esistenza finalmente libera da stenti e privazioni. La ragazza si innamora però di Jean Fargeot, un amico del fratello, e rinuncia a sposare il suo anziano spasimante, il quale, affranto e deluso, si suicida con un colpo di pistola. Prima di spararsi, l'uomo incontra casualmente Lili, una giovane prostituta, alla quale, in un estremo gesto di generosità, consegna 5.000 franchi.
Lili conosce Brunel ed è attratta sentimentalmente dal giovane, pur essendo a conoscenza dell'omicidio da questi compiuto. Nel tentativo di salvarlo, Lili consegna a Brunel i 5.000 franchi, in modo che il giovane possa rifugiarsi in Svizzera e lì rifarsi una vita, ma rifiuta di seguirlo nella sua fuga.
Brunel, sempre più ossessionato dal rimorso e dagli scrupoli della propria coscienza, finirà per confessare al commissario Gallet il crimine compiuto.